# Greklands kyrka
Greklands kyrka (grekiska: Ἐκκλησία τῆς Ἑλλάδος/Ekklēsía tē̂s Helládos) är en östortodox kristen kyrka baserad i Grekland och som är under ledning av ärkebiskopen av Aten.

## Historia
Grekiska kyrkans stift och församlingar härrör från kristendomens äldsta tid, och två av breven i Nya Testamentet, Första Korinthierbrevet och Andra Korinthierbrevet, är författade till en av de lokalkyrkor som idag tillhör Greklands kyrka. Innan år 451 respektive cirka 730 (beroende på vilken geografisk region som avses) sorterade de dock under romersk-katolska kyrkan, och överfördes vid dessa båda tillfällen till Konstantinopels ekumeniska patriarkat.
När Grekland blev självständigt från Osmanska riket 1830 följdes detta snart av lösgörandet av Greklands kyrka ur Konstantinopels ekumeniska patriarkat år 1833. Utbrytningen erkändes 1850 av patriarken av Konstantinopel.

## Kyrkan
Greklands kyrka är indelat i 77 stift som leds av varsin metropolit. Kyrkans ledare är ärkebiskopen av Aten, sedan 1923 med tillägget "och hela Grekland" i titeln. Sedan 2008 innehas posten av Hieronymos II.

## Språk
Grekiska kyrkans officiella språk är grekiska, och den kan därför, tillsammans med ett antal andra kyrkor (men till skillnad från slaviskspråkiga östortodoxa kyrkor) kallas för grekisk-ortodox, men skall ej förväxlas med Konstantinopels ekumeniska patriarkat, som den härrör ur.

## Bilder

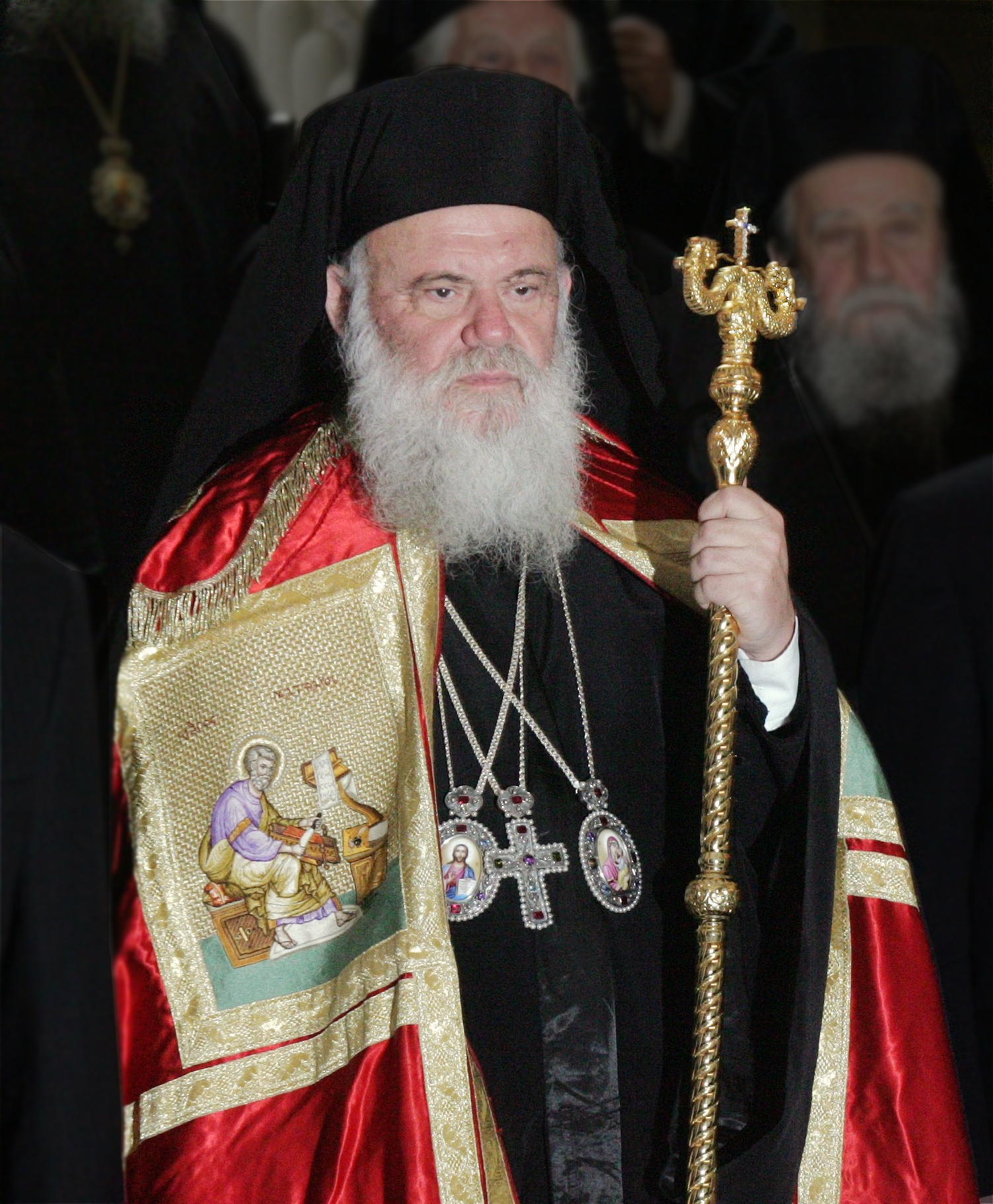
Ärkebiskop Hieronymos II av Aten.
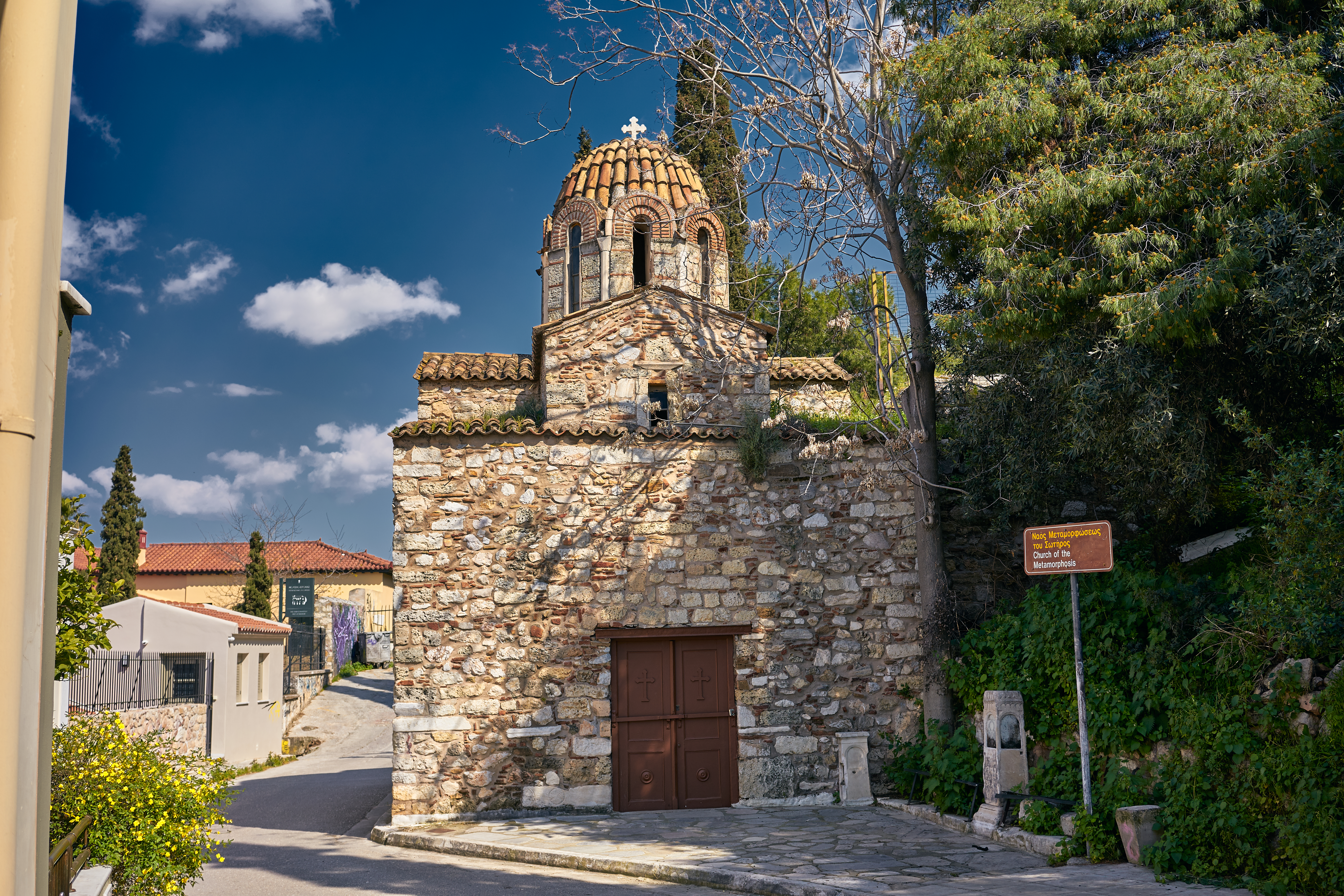
Frälsarens förklarings kyrka i Plaka, ett exempel på en kyrka som tillhör Greklands kyrka.

### Fotnoter
1. ↑  CNEWA – Church of Greece Arkiverad 2 augusti 2009 hämtat från the Wayback Machine.